# Esteban Orfano
Esteban Gabriel Orfano (San Justo, 13 gennaio 1992) è un calciatore argentino, centrocampista del Ciudad Nueva.

## Caratteristiche tecniche
È un esterno destro.

## Carriera
Cresciuto nelle giovanili del Boca Juniors, ha esordito in prima squadra il 27 febbraio 2011 in occasione del match di campionato pareggiato 0-0 contro l'All Boys.